# نوکیا ۳۱۲۰ کلاسیک

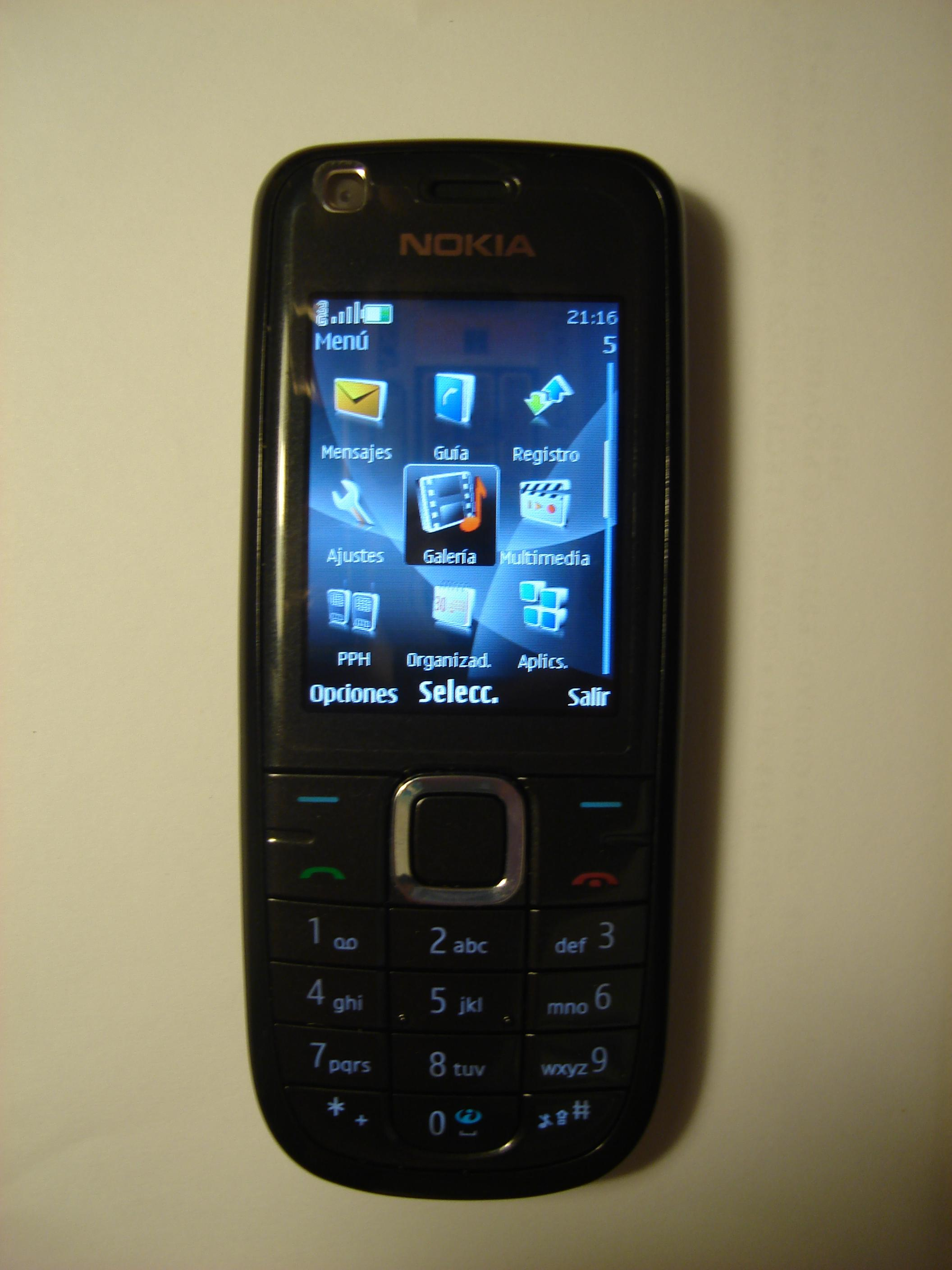
تصویر نوکیا ۳۱۲۰

نوکیا ۳۱۲۰ کلاسیک یک‌نمونه از گوشی‌های تلفن همراه سری ۳۰۰۰ شرکت نوکیا می‌باشد که توسط همین شرکت به بازار عرضه شده‌است.